# Polvorín Fútbol Club
El Polvorín Fútbol Club és un club de futbol gallec de la ciutat de Lugo, fundat el 1991. Des de 2015 és l'equip filial del Club Deportivo Lugo. La temporada 2019/20 juga a la Tercera Divisió.

## Història
La Sociedade Deportiva e Cultural Polvorín es va fundar l'any 1991, amb el nom del camp de futbol situat al carrer Xosé Novo Freire i de l'antic Club Deportivo Polvorín, un dels fundadors del Club Deportivo Lugo juntament amb la Ximnástica Lucense.
El 13 d'agost de 2015 el club es va convertir en el filial del Club Deportivo Lugo, que llavors jugava a la Segona Divisió.

## Dades del club
- Temporades a 1a: 0
- Temporades a 2a: 0
- Temporades a 2aB: 0
- Temporades a 3a: 2
- Millor posició a 3a: 10è (temporada 2018-19)

## Palmarès
- Preferent Galícia (1): 2017/18
- Segona Galícia (2): 1994/95, 2011/12